# Bonny Slope
Bonny Slope az Amerikai Egyesült Államok északnyugati részén, Oregon állam Multnomah és Washington megyéiben elhelyezkedő önkormányzat nélküli település.

## Története
Potter fafeldolgozója 1900 körül nyílt meg; a létesítményt 1903-ban vásárolta meg E. O. Potter. 1940-ben és 1951-ben is nagyobb erdőtüzek pusztítottak; az utolsó fafeldolgozó az 1951. augusztusi tüzet követően nyílt meg és körülbelül fél évig működött. Deszkaborítású utak már korábban is léteztek, de a lakosok követelésére a faipar növekedésével az 1920-as és 1930-as években aszfaltozott utak épültek. Egyes mellékutakat az 1990-es években láttak el szilárd burkolattal.
A szesztilalom idején a településen jelentős mennyiségű röviditalt állítottak elő; a raktárakat fával álcázták. Az előállítók később lelepleződtek.

## Fordítás
- Ez a szócikk részben vagy egészben  a   Bonny Slope, Oregon című angol Wikipédia-szócikk ezen változatának fordításán alapul.  Az eredeti cikk szerkesztőit annak laptörténete sorolja fel. Ez a jelzés csupán a megfogalmazás eredetét és a szerzői jogokat jelzi, nem szolgál a cikkben szereplő információk forrásmegjelöléseként.